# James Slim
John Percival Slim (nacido en 1885 en Wednesbury, Midlands del Oeste - muerto el 14 de marzo de 1966) fue un luchador británico que compitió en los Juegos Olímpicos de 1908 en Londres.
Slim ganó la medalla de plata olímpica en lucha libre en los Juegos Olímpicos de 1908 en Londres. Terminó segundo en la categoría de peso pluma después de perder la final ante el estadounidense George Dole.